# Reader
Reader je titul některých učitelů v Anglii.
Původ pojmu reader je však mimo oblast školství. Obdobou je české slovo děkan, které pochází z církevní oblasti a zakotvilo rovněž i v oblasti školství zbavené původního smyslu kněze šířícího Slovo Boží. (Srov. též např. pojem hlasatel, který zakotvil ve zvukových médiích). Akademická hodnost Reader se v Anglii a části Commonwealthu nachází nad hodností Senior lecturer a pod hodností Professor. Nejvhodnější českou obdobou akademické hodnosti reader je akademická hodnost lektor. K významným nositelům akademické hodnosti Reader patřil např. Chajim Weizmann.